# ساهارات كانوايروج
ساهارات كانوايروج (بالتايلندية: สหรัฐ กันยะโรจน์) (9 يونيو 1994 في تايلاند - ) هو لاعب كرة قدم تايلندي في مركز الوسط. شارك مع منتخب تايلاند تحت 23 سنة لكرة القدم. أما مع النوادي، فقد لعب مع نادي شيانج ري يونايتد وLamphun Warriors F.C. ‏.

## وصلات خارجية
- ساهارات كانوايروج على موقع قاعدة بيانات كرة القدم.إي يو (الإنجليزية)
- ساهارات كانوايروج على موقع Soccerway.com (الإنجليزية)